# Konkurs Piosenki Eurowizji 2010
55. Konkurs Piosenki Eurowizji został zorganizowany 25, 27 i 29 maja 2010 roku w Telenor Arena w Bærum (w pobliżu Oslo) przez norweskiego nadawcę publicznego Norsk Rikskringkasting dzięki zwycięstwu Alexandra Rybaka, reprezentanta kraju podczas konkursu w 2009 roku.
Koncert finałowy poprowadzili Erik Solbakken, Haddy Jatou N’jie i Nadia Hasnaoui. Konkurs wygrała Lena Meyer-Landrut, reprezentantka Niemiec z utworem „Satellite” Julie Frost i Johna Gordona, za który zdobyła 246 punktów.

## Lokalizacja
Dzięki wygraniu poprzedniego konkursu przez reprezentanta Norwegii, Alexandra Rybaka, prawo do organizacji konkursu w 2010 otrzymał norweski nadawca publiczny Norsk Rikskringkasting (NRK).
18 maja 2009 roku na spotkaniu norweskiego ministra kultury Tronda Giske’a oraz szefa krajowego nadawcy NRK Hansa-Torea Bjerkaasa oszacowano, że wybudowanie areny będącej miejscem organizacji 55. Konkursu Piosenki Eurowizji należy przeznaczyć 150 milionów koron norweskich. Ostatecznie koszt ten wzrósł do 211 milionów koron.
27 maja w Oslo odbyła się konferencja prasowa, podczas której ogłoszono, że impreza odbędzie się na terenie stolicy Norwegii. O możliwość przygotowania konkursu ubiegali się wówczas właściciele czterech stołecznych obiektów sportowych: Oslo Spektrum, Valhall, Hamar Vikingskipet oraz Telenor Arena. 3 lipca podjęto decyzję o wykorzystaniu na ten cel nowo postawionego Telenor Arena w Bærum. Mimo tego, że konkurs odbył się Bærum na przedmieściach Oslo, w marketingu (m.in. logo konkursu) powszechnie używana była nazwa „Oslo”.

## Organizacja

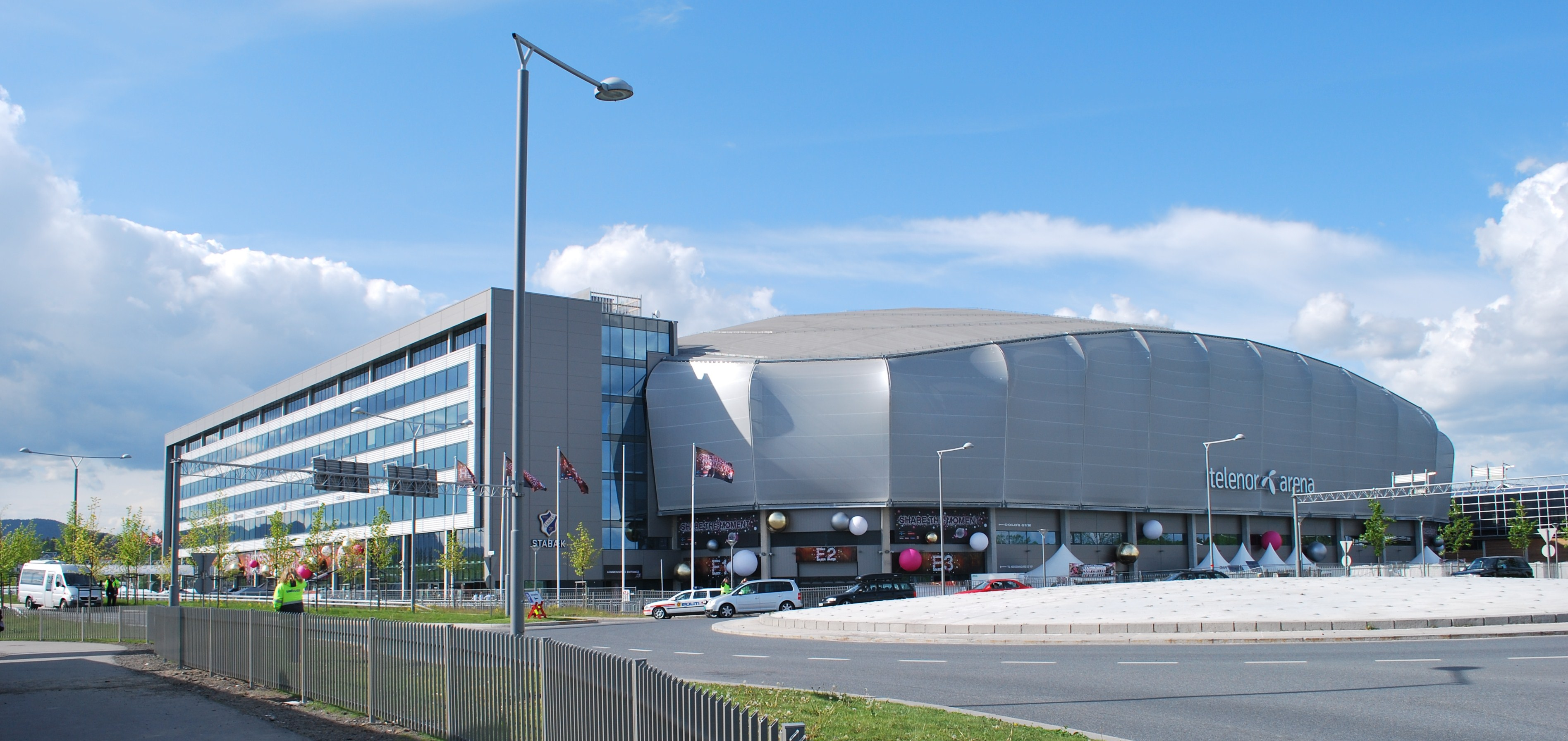
Telenor Arena – miejsce organizacji 55. Konkursu Piosenki Eurowizji

W sierpniu 2009 roku rozważano przywrócenie orkiestry na konkurs, ale nie doszło ostatecznie do realizacji pomysłu.

### Prowadzący
10 marca nadawca NRK opublikował nazwiska prowadzących 55. Konkurs Piosenki Eurowizji, którymi została piosenkarka Haddy N’jie oraz prezenterzy telewizyjni: Nadia Hasnaoui i Erik Solbakken. Solbakken i N’jie otwierali wszystkie trzy koncerty konkursowe oraz prowadzili rozmowy z uczestnikami w tzw. „green roomie”, zaś Hasnaoui tłumaczyła zasady głosowania oraz prowadziła etap głosowania w finale.

### Projekt grafiki i pocztówek
W przeciwieństwie do pocztówek z 2008 i 2009 roku, wizytówki w 2010 roku bazowały na prostocie, a wyświetlano je ponad głowami tłumu za pomocą specjalnej techniki, co było innowacją w konkursie. Rozpoczynały się widokiem grupy małych złotych kul, które tworzyły kształt danego kraju. Następnie, stworzyły ekran, na którym można było zobaczyć nagrany film przez grupę ludzi z każdego kraju, która prosiła o wsparcie i doping. Po tym, pokazano kilka sekund zza kulis, gdzie artysta z tego kraju przygotowywał się do występu, a następnie kulki znów stworzyły flagę danego kraju. W niektórych granicach krajów były małe różnice: kształty państw, takich jak Serbii, Izraela, Armenii i Azerbejdżanu, nie były całkowicie widoczne ze względu na terytorialne lub graniczne spory na tych terenach.

### Zmiana systemu głosowania
W sierpniu 2009 roku Europejska Unia Nadawców (EBU) ogłosiła, że zmienione zostaną zasady głosowania w półfinałach, aby zachować równowagę między ocenami jurorów a telewidzów. 11 października 2009 roku EBU zaprezentowała nowy system przyznawania punktów, które od tej pory zliczano w stosunku głosów 50:50, co umożliwiała decydowanie o wyniku zarówno telewidzom, jak i profesjonalnym komisjom jurorskim. Każdy uczestniczący kraj być zobowiązany do powołania kilkuosobowej komisji sędziowskiej, w której składzie musieli wejść ludzie z branży muzycznej. Dziesięć państw, które po zsumowaniu głosów otrzymały największą ilość punktów, awansowały do ścisłego finału. Kolejną nowość ogłoszono 26 października – głosowanie audio-tele umożliwione zostało widzom w momencie rozpoczęcia pierwszego występu, linie zamknięto 15 minut po zejściu ze sceny ostatniego uczestnika.

### Losowanie półfinałów
Wszystkie kraje uczestniczące, poza państwami tzw. „wielkiej czwórki” (tj. Francją, Hiszpanią, Niemcami i Wielką Brytanią) oraz gospodarzem (Norwegią), podzielono na pięć koszyków, biorąc przy tym pod uwagę, jak mieszkańcy tych państw głosowali w poprzednich konkursach. Losowanie przydzielające poszczególne kraje do półfinałów odbyło się 7 lutego. Część państw została przydzielona do pierwszego półfinału, a druga – do drugiego. 23 marca nastąpiło losowanie kolejności występów półfinałowych i w finale. Zdecydowano również, w których rundach będą mogli głosować kraje automatycznie zakwalifikowane do finału.
| Koszyk 1                                                                                  | Koszyk 2                                                           | Koszyk 3                                                                | Koszyk 4                                                       | Koszyk 5                                                         |
| ----------------------------------------------------------------------------------------- | ------------------------------------------------------------------ | ----------------------------------------------------------------------- | -------------------------------------------------------------- | ---------------------------------------------------------------- |
| - Albania - Bośnia i Hercegowina - Chorwacja - Macedonia - Serbia - Słowenia - Szwajcaria | - Dania - Estonia - Finlandia - Islandia - Łotwa - Litwa - Szwecja | - Azerbejdżan - Białoruś - Gruzja - Izrael - Mołdawia - Rosja - Ukraina | - Armenia - Belgia - Cypr - Grecja - Malta - Holandia - Turcja | - Bułgaria - Irlandia - Polska - Portugalia - Rumunia - Słowacja |

## Kraje uczestniczące
W konkursie wzięło udział 39 państw, w tym powracająca po roku przerwy Gruzja. Andora, Czechy, Węgry i Czarnogóra wycofały się. Litwa początkowo zrezygnowała z udziału, ostatecznie jednak dołączyła do stawki konkursowej. Światowy kryzys finansowy wpłynął na to, że kilka krajów zdecydowało się nie uczestniczyć w konkursie z powodu cięć budżetowych, a nadawca-organizator NRK sprzedał swoje prawa do transmisji Mistrzostw Świata w Piłce Nożnej FIFA 2010 konkurencyjnej stacji w celu sfinansowania imprezy.
Europejska Unia Nadawców (EBU) ogłosiła plany zachęcenia do powrotu Austrii, Włoch i Monako. We wrześniu 2009 roku Bjorn Erichsen (dyrektor organizacji) poinformował o prawdopodobnym powrocie Austrii oraz o tym, że „ma powody, by wierzyć w powrót Luksemburga i Monako”. Miesiąc później główny nadzorca-organizator konkursu w 2010 roku Jon Ola Sand powiedział, że „Monako i Luksemburg wykazały, że chcą uczestniczyć w przyszłorocznym konkursie w Norwegii”. Jednakże reprezentanci nadawców Austrii, Monako i Luksemburga zaprzeczyli, jakoby mieliby wziąć udział w tegorocznym konkursie. Wolfgang Lorenz, dyrektor programowy austriackiego nadawcy Österreichischer Rundfunk (ORF), poinformował, że Austria nie pojawi się w stawce konkursowej tłumacząc, że impreza „została zrujnowana przez regulamin”. Télé Monte Carlo (TMC) również oświadczyło, że nie powróci na scenę eurowizyjną, głównie ze względu na brak pieniędzy. RTL Group ogłosił, że były poważne dyskusje dotyczące powrotu Luksemburga do konkursu po raz pierwszy od 1993 roku, ale później potwierdził, że kraj nie wystąpi podczas imprezy.
Czechy zrezygnowały z udziału z powodu słabych wyników oraz braku zainteresowania telewidzów. Litewski nadawca Lietuvos Nacionalinis Radijas ir Televizija (LRT) początkowo zrezygnował z udziału w konkursie z powodu braku niezbędnych funduszy 300 tys. litów (ok. 370 tysięcy zł) za udział. Kraje przedsiębiorstwo TEO LT opłaciło część kwoty, co pozwoliło Litwie na udział w imprezie, co później potwierdziła Europejska Unia Nadawców (EBU).

## Wyniki

### Pierwszy półfinał
- Pierwszy półfinał odbył się 25 maja 2010.
- Pierwszych dziesięć krajów z półfinału zakwalifikowało się do finału. Dzika karta została usunięta.
- Głosowały również kraje znajdujące się w finale: Francja, Hiszpania i Niemcy.

| Lp. | Kraj                 | Język                | Wykonawca                         | Piosenka                | Wynik | Punkty |
| --- | -------------------- | -------------------- | --------------------------------- | ----------------------- | ----- | ------ |
| 01  | Mołdawia             | angielski            | SunStroke Project i Olia Tira     | „Run Away”              | 10    | 52     |
| 02  | Rosja                | angielski            | Peter Nalitch Band and Friends    | „Lost and Forgotten”    | 7     | 74     |
| 03  | Estonia              | angielski            | Malcolm Lincoln                   | „Siren”                 | 14    | 39     |
| 04  | Słowacja             | słowacki             | Kristína                          | „Horehronie”            | 16    | 24     |
| 05  | Finlandia            | fiński               | Kuunkuiskaajat                    | „Työlki ellää”          | 11    | 49     |
| 06  | Łotwa                | angielski            | Aisha                             | „What For?”             | 17    | 11     |
| 07  | Serbia               | serbski              | Milan Stanković                   | „Ovo je Balkan”         | 5     | 79     |
| 08  | Bośnia i Hercegowina | angielski            | Vukašin Brajić                    | „Thunder and Lightning” | 8     | 59     |
| 09  | Polska               | angielski, polski    | Marcin Mroziński                  | „Legenda”               | 13    | 44     |
| 10  | Belgia               | angielski            | Tom Dice                          | „Me and My Guitar”      | 1     | 167    |
| 11  | Malta                | angielski            | Thea Garrett                      | „My Dream”              | 12    | 45     |
| 12  | Albania              | angielski            | Juliana Pasha                     | „It’s All About You”    | 6     | 76     |
| 13  | Grecja               | grecki               | Jorgos Alkieos and Friends        | „Opa!”                  | 2     | 133    |
| 14  | Portugalia           | portugalski          | Filipa Azevedo                    | „Há dias assim”         | 4     | 89     |
| 15  | Macedonia            | macedoński           | Ǵoko Taneski, Billy Zver i Pejčin | „Jas ja imam silata”    | 15    | 37     |
| 16  | Białoruś             | angielski            | 3+2 i Robert Wells                | „Butterflies”           | 9     | 59     |
| 17  | Islandia             | angielski, francuski | Hera Björk                        | „Je ne sais quoi”       | 3     | 123    |

Tabela punktacyjna pierwszego półfinału
Pełne wyniki jurorów i widzów zostały ogłoszone przez EBU w czerwcu 2010.
| Osobne wyniki jurorów oraz widzów | Osobne wyniki jurorów oraz widzów | Osobne wyniki jurorów oraz widzów | Osobne wyniki jurorów oraz widzów | Osobne wyniki jurorów oraz widzów |
| Lp.                               | Widzowie                          | Punkty                            | Jurorzy                           | Punkty                            |
| --------------------------------- | --------------------------------- | --------------------------------- | --------------------------------- | --------------------------------- |
| 1                                 | Grecja                            | 151                               | Belgia                            | 165                               |
| 2                                 | Islandia                          | 149                               | Portugalia                        | 107                               |
| 3                                 | Belgia                            | 146                               | Grecja                            | 99                                |
| 4                                 | Rosja                             | 92                                | Albania                           | 96                                |
| 5                                 | Serbia                            | 92                                | Bośnia i Hercegowina              | 86                                |
| 6                                 | Finlandia                         | 69                                | Islandia                          | 85                                |
| 7                                 | Albania                           | 68                                | Malta                             | 66                                |
| 8                                 | Białoruś                          | 63                                | Serbia                            | 65                                |
| 9                                 | Portugalia                        | 58                                | Estonia                           | 64                                |
| 10                                | Mołdawia                          | 54                                | Macedonia                         | 62                                |
| 11                                | Bośnia i Hercegowina              | 42                                | Polska                            | 58                                |
| 12                                | Malta                             | 40                                | Białoruś                          | 47                                |
| 13                                | Polska                            | 38                                | Mołdawia                          | 42                                |
| 14                                | Słowacja                          | 34                                | Rosja                             | 41                                |
| 15                                | Macedonia                         | 30                                | Finlandia                         | 37                                |
| 16                                | Estonia                           | 22                                | Słowacja                          | 25                                |
| 17                                | Łotwa                             | 12                                | Łotwa                             | 15                                |

| Mołdawia             | 52  | N  | 5  | –  | –  | –  | –  | 1  | –  | –  | 2  | 7  | –  | 4  | 8  | 7  | 10 | –  | 3  | –  | 5  |
| Rosja                | 74  | 12 | N  | 12 | –  | 3  | 10 | 4  | 2  | 8  | 5  | 1  | –  | 3  | 1  | –  | 12 | –  | –  | 1  | –  |
| Estonia              | 39  | –  | –  | N  | –  | 12 | 12 | –  | 1  | 5  | –  | –  | 1  | 1  | 4  | –  | 1  | 2  | –  | –  | –  |
| Słowacja             | 24  | –  | –  | –  | N  | 2  | –  | 6  | 5  | –  | 1  | –  | –  | –  | 5  | –  | –  | 5  | –  | –  | –  |
| Finlandia            | 49  | –  | 3  | 10 | 2  | N  | 6  | –  | –  | 1  | 7  | 2  | –  | –  | –  | –  | 7  | 6  | –  | 3  | 2  |
| Łotwa                | 11  | –  | –  | 6  | –  | 5  | N  | –  | –  | –  | –  | –  | –  | –  | –  | –  | –  | –  | –  | –  | –  |
| Serbia               | 79  | 3  | 4  | 1  | 6  | –  | 3  | N  | 12 | –  | 3  | –  | 3  | 7  | 2  | 10 | –  | 3  | 12 | 4  | 6  |
| Bośnia i Hercegowina | 59  | 1  | 2  | –  | 5  | –  | –  | 12 | N  | 6  | –  | 3  | 7  | 5  | –  | 8  | 4  | –  | 6  | –  | –  |
| Polska               | 44  | 2  | 6  | –  | –  | –  | 4  | –  | –  | N  | 6  | –  | 6  | –  | –  | –  | 3  | –  | 7  | 7  | 3  |
| Belgia               | 167 | 6  | 10 | 8  | 10 | 10 | 8  | 7  | 4  | 12 | N  | 12 | 4  | 10 | 12 | 4  | 8  | 12 | 10 | 12 | 8  |
| Malta                | 45  | –  | –  | 3  | 12 | 1  | 1  | –  | 6  | –  | –  | N  | 2  | 2  | 3  | 6  | 2  | 4  | –  | 2  | 1  |
| Albania              | 76  | –  | –  | –  | –  | 4  | –  | 2  | 7  | 4  | 8  | 6  | N  | 12 | –  | 12 | –  | 10 | 2  | 5  | 4  |
| Grecja               | 133 | 7  | 7  | 2  | 8  | 8  | –  | 10 | 8  | 7  | 10 | 8  | 10 | N  | 10 | 3  | 5  | 8  | 4  | 8  | 10 |
| Portugalia           | 89  | 5  | –  | 5  | 4  | 6  | 7  | 5  | 3  | 2  | 4  | 4  | 5  | –  | N  | 2  | –  | 7  | 8  | 10 | 12 |
| Macedonia            | 37  | 4  | 1  | –  | 1  | –  | –  | 8  | 10 | –  | –  | –  | 12 | –  | –  | N  | –  | 1  | –  | –  | –  |
| Białoruś             | 59  | 8  | 12 | 4  | 3  | –  | 5  | –  | –  | 3  | –  | 5  | –  | 6  | 7  | 5  | N  | –  | 1  | –  | –  |
| Islandia             | 123 | 10 | 8  | 7  | 7  | 7  | 2  | 3  | –  | 10 | 12 | 10 | 8  | 8  | 6  | 1  | 6  | N  | 5  | 6  | 7  |

### Drugi półfinał
- Drugi półfinał odbył się 27 maja 2010.
- Pierwszych dziesięć krajów z półfinału zakwalifikowało się do finału.
- Głosowały również kraje znajdujące się w finale: Norwegia i Wielka Brytania.

| Lp. | Kraj        | Język                | Wykonawca                            | Piosenka                       | Wynik | Punkty |
| --- | ----------- | -------------------- | ------------------------------------ | ------------------------------ | ----- | ------ |
| 01  | Litwa       | angielski            | InCulto                              | „Eastern European Funk”        | 12    | 44     |
| 02  | Armenia     | angielski            | Eva Rivas                            | „Apricot Stone”                | 6     | 83     |
| 03  | Izrael      | hebrajski            | Harel Ska’at                         | „Milim”                        | 8     | 71     |
| 04  | Dania       | angielski            | Christina Chanée i Tomas N’evergreen | „In a Moment Like This”        | 5     | 101    |
| 05  | Szwajcaria  | francuski            | Michael von der Heide                | „Il pleut de l’or”             | 17    | 2      |
| 06  | Szwecja     | angielski            | Anna Bergendahl                      | „This Is My Life”              | 11    | 62     |
| 07  | Azerbejdżan | angielski            | Safura                               | „Drip Drop”                    | 2     | 113    |
| 08  | Ukraina     | angielski            | Alosza                               | „Sweet People”                 | 7     | 77     |
| 09  | Holandia    | niderlandzki         | Sieneke                              | „Ik ben verliefd (Sha-la-lie)” | 14    | 29     |
| 10  | Rumunia     | angielski            | Paula Seling i Ovi                   | „Playing with Fire”            | 4     | 104    |
| 11  | Słowenia    | słoweński            | Ansambel Roka Žlindre i Kalamari     | „Narodnozabavni Rock”          | 16    | 6      |
| 12  | Irlandia    | angielski            | Niamh Kavanagh                       | „It’s for You”                 | 9     | 67     |
| 13  | Bułgaria    | angielski, bułgarski | Miro                                 | „Angeł si ti”                  | 15    | 19     |
| 14  | Cypr        | angielski            | Jon Lilygreen & The Islanders        | „Life Looks Better in Spring”  | 10    | 67     |
| 15  | Chorwacja   | chorwacki            | Feminnem                             | „Lako je sve”                  | 13    | 33     |
| 16  | Gruzja      | angielski            | Sopo Niżaradze                       | „Shine”                        | 3     | 106    |
| 17  | Turcja      | angielski            | maNga                                | „We Could Be the Same”         | 1     | 118    |

Tabela punktacyjna drugiego półfinału
Pełne wyniki jurorów i widzów zostały ogłoszone przez EBU w czerwcu 2010.
| Osobne wyniki jurorów oraz widzów | Osobne wyniki jurorów oraz widzów | Osobne wyniki jurorów oraz widzów | Osobne wyniki jurorów oraz widzów | Osobne wyniki jurorów oraz widzów |
| Lp.                               | Widzowie                          | Punkty                            | Jurorzy                           | Punkty                            |
| --------------------------------- | --------------------------------- | --------------------------------- | --------------------------------- | --------------------------------- |
| 1                                 | Azerbejdżan                       | 126                               | Gruzja                            | 117                               |
| 2                                 | Turcja                            | 119                               | Turcja                            | 93                                |
| 3                                 | Rumunia                           | 113                               | Azerbejdżan                       | 89                                |
| 4                                 | Dania                             | 106                               | Izrael                            | 88                                |
| 5                                 | Gruzja                            | 102                               | Armenia                           | 84                                |
| 6                                 | Armenia                           | 90                                | Irlandia                          | 84                                |
| 7                                 | Ukraina                           | 77                                | Dania                             | 83                                |
| 8                                 | Litwa                             | 65                                | Rumunia                           | 80                                |
| 9                                 | Szwecja                           | 64                                | Cypr                              | 79                                |
| 10                                | Cypr                              | 53                                | Ukraina                           | 78                                |
| 11                                | Holandia                          | 49                                | Szwecja                           | 76                                |
| 12                                | Izrael                            | 46                                | Chorwacja                         | 54                                |
| 13                                | Irlandia                          | 43                                | Litwa                             | 27                                |
| 14                                | Chorwacja                         | 22                                | Holandia                          | 26                                |
| 15                                | Bułgaria                          | 15                                | Bułgaria                          | 25                                |
| 16                                | Słowenia                          | 11                                | Szwajcaria                        | 14                                |
| 17                                | Szwajcaria                        | 1                                 | Słowenia                          | 5                                 |

| Uczestnicy konkursu | Litwa       | 44  | N  | 2  | –  | 1  | –  | 4  | –  | 2  | –  | –  | –  | 12 | –  | 2  | 1  | 8  | –  | 5  | 7  |
| Uczestnicy konkursu | Armenia     | 83  | 1  | N  | 12 | –  | 3  | 5  | –  | 8  | 10 | 10 | –  | –  | 8  | 12 | –  | 10 | 4  | –  | –  |
| Uczestnicy konkursu | Izrael      | 71  | –  | 8  | N  | –  | –  | 8  | 7  | 6  | 12 | 3  | 5  | –  | 1  | 4  | –  | 5  | –  | 7  | 5  |
| Uczestnicy konkursu | Dania       | 101 | 5  | 5  | 7  | N  | 5  | 12 | 6  | 5  | 4  | 12 | 10 | 4  | 2  | 3  | 4  | 3  | 6  | 8  | –  |
| Uczestnicy konkursu | Szwajcaria  | 2   | –  | –  | –  | –  | N  | –  | –  | –  | –  | –  | –  | –  | –  | –  | –  | 2  | –  | –  | –  |
| Uczestnicy konkursu | Szwecja     | 62  | 3  | 3  | –  | 12 | 10 | N  | 2  | –  | 6  | 1  | 6  | 5  | –  | 1  | 2  | –  | 2  | 12 | 3  |
| Uczestnicy konkursu | Azerbejdżan | 113 | 2  | –  | 5  | 5  | –  | 3  | N  | 12 | 1  | 8  | 8  | 10 | 7  | 10 | 10 | 12 | 12 | 2  | –  |
| Uczestnicy konkursu | Ukraina     | 77  | 10 | 10 | 2  | 3  | –  | –  | 8  | N  | 2  | 5  | 1  | 2  | 6  | 6  | 6  | 7  | 3  | 4  | 2  |
| Uczestnicy konkursu | Holandia    | 29  | –  | –  | 4  | 4  | 2  | 1  | –  | –  | N  | –  | 6  | 3  | –  | –  | –  | 1  | 5  | 3  | –  |
| Uczestnicy konkursu | Rumunia     | 104 | 6  | 4  | 8  | 8  | 4  | 7  | 5  | 3  | 3  | N  | 4  | 6  | 4  | 8  | –  | 4  | 8  | 10 | 12 |
| Uczestnicy konkursu | Słowenia    | 6   | –  | –  | 1  | –  | –  | –  | –  | –  | –  | –  | N  | –  | –  | –  | 5  | –  | –  | –  | –  |
| Uczestnicy konkursu | Irlandia    | 67  | 7  | 1  | 3  | 6  | 12 | –  | 4  | –  | 8  | 4  | 2  | N  | –  | –  | 3  | –  | 1  | 6  | 10 |
| Uczestnicy konkursu | Bułgaria    | 19  | –  | –  | –  | –  | –  | –  | –  | 1  | –  | –  | –  | –  | N  | 5  | –  | –  | 7  | –  | 6  |
| Uczestnicy konkursu | Cypr        | 67  | 4  | 6  | 10 | 7  | –  | 6  | 3  | 4  | –  | 6  | –  | –  | 5  | N  | 12 | –  | –  | –  | 4  |
| Uczestnicy konkursu | Chorwacja   | 33  | –  | 7  | –  | 2  | 7  | –  | 1  | –  | –  | –  | 12 | 1  | 3  | –  | N  | –  | –  | –  | –  |
| Uczestnicy konkursu | Gruzja      | 106 | 12 | 12 | 6  | –  | 1  | 2  | 10 | 7  | 5  | 2  | 7  | 7  | 10 | 7  | 7  | N  | 10 | –  | 1  |
| Uczestnicy konkursu | Turcja      | 118 | 8  | –  | –  | 10 | 8  | 10 | 12 | 10 | 7  | 7  | 3  | 8  | 12 | –  | 8  | 6  | N  | 1  | 8  |

### Finał
- Finał odbył się w sobotę, 29 maja 2010[28].
- W finale wystąpili reprezentanci 25 krajów, w tym 20 państw uczestniczących w półfinałach, kraje tzw. „Wielkiej Czwórki” (Francja, Hiszpania, Niemcy, Wielka Brytania) i kraj-gospodarz (Norwegia)[28].

| Lp. | Kraj                 | Język                | Wykonawca                            | Piosenka                      | Wynik | Punkty |
| --- | -------------------- | -------------------- | ------------------------------------ | ----------------------------- | ----- | ------ |
| 1   | Azerbejdżan          | angielski            | Safura                               | „Drip Drop”                   | 5     | 145    |
| 2   | Hiszpania            | hiszpański           | Daniel Diges                         | „Algo pequenito”              | 15    | 68     |
| 3   | Norwegia             | angielski            | Didrik Solli-Tangen                  | „My Heart is Yours”           | 20    | 35     |
| 4   | Mołdawia             | angielski            | SunStroke Project i Olia Tira        | „Run Away”                    | 22    | 27     |
| 5   | Cypr                 | angielski            | Jon Lilygreen & The Islanders        | „Life Looks Better in Spring” | 21    | 27     |
| 6   | Bośnia i Hercegowina | angielski            | Vukašin Brajić                       | „Thunder and Lightning”       | 17    | 51     |
| 7   | Belgia               | angielski            | Tom Dice                             | „Me and My Guitar”            | 6     | 143    |
| 8   | Serbia               | serbski              | Milan Stanković                      | „Ovo je Balkan”               | 13    | 72     |
| 9   | Białoruś             | angielski            | 3+2 i Robert Wells                   | „Butterflies”                 | 24    | 18     |
| 10  | Irlandia             | angielski            | Niamh Kavanagh                       | „It’s for You”                | 23    | 25     |
| 11  | Grecja               | grecki               | Jorgos Alkieos and Friends           | „Opa!”                        | 8     | 140    |
| 12  | Wielka Brytania      | angielski            | Josh Dubovie                         | „That Sounds Good to Me”      | 25    | 10     |
| 13  | Gruzja               | angielski            | Sopo Niżaradze                       | „Shine”                       | 9     | 136    |
| 14  | Turcja               | angielski            | maNga                                | „We Could Be the Same”        | 2     | 170    |
| 15  | Albania              | angielski            | Juliana Pasha                        | „It’s All About You”          | 16    | 62     |
| 16  | Islandia             | angielski, francuski | Hera Björk                           | „Je ne sais quoi”             | 19    | 41     |
| 17  | Ukraina              | angielski            | Alosza                               | „Sweet People”                | 10    | 108    |
| 18  | Francja              | francuski            | Jessy Matador                        | „Allez! Ola! Olé!”            | 12    | 82     |
| 19  | Rumunia              | angielski            | Paula Seling i Ovi                   | „Playing with Fire”           | 3     | 162    |
| 20  | Rosja                | angielski            | Peter Nalitch Band and Friends       | „Lost and Forgotten”          | 11    | 90     |
| 21  | Armenia              | angielski            | Eva Rivas                            | „Apricot Stone”               | 7     | 141    |
| 22  | Niemcy               | angielski            | Lena Meyer-Landrut                   | „Satellite”                   | 1     | 246    |
| 23  | Portugalia           | portugalski          | Filipa Azevedo                       | „Há dias assim”               | 18    | 43     |
| 24  | Izrael               | hebrajski            | Harel Ska’at                         | „Milim”                       | 14    | 71     |
| 25  | Dania                | angielski            | Christina Chanée i Tomas N’evergreen | „In a Moment Like This”       | 4     | 149    |

Tabela punktacyjna finału
Pełne wyniki jurorów i widzów zostały ogłoszone przez EBU w czerwcu 2010.
| Osobne wyniki jurorów oraz widzów | Osobne wyniki jurorów oraz widzów | Osobne wyniki jurorów oraz widzów | Osobne wyniki jurorów oraz widzów | Osobne wyniki jurorów oraz widzów |
| Lp.                               | Widzowie                          | Punkty                            | Jurorzy                           | Punkty                            |
| --------------------------------- | --------------------------------- | --------------------------------- | --------------------------------- | --------------------------------- |
| 1                                 | Niemcy                            | 243                               | Niemcy                            | 187                               |
| 2                                 | Turcja                            | 177                               | Belgia                            | 185                               |
| 3                                 | Dania                             | 174                               | Rumunia                           | 167                               |
| 4                                 | Armenia                           | 166                               | Gruzja                            | 160                               |
| 5                                 | Azerbejdżan                       | 161                               | Izrael                            | 134                               |
| 6                                 | Rumunia                           | 155                               | Ukraina                           | 129                               |
| 7                                 | Grecja                            | 152                               | Dania                             | 121                               |
| 8                                 | Francja                           | 151                               | Turcja                            | 119                               |
| 9                                 | Gruzja                            | 127                               | Azerbejdżan                       | 116                               |
| 10                                | Serbia                            | 110                               | Armenia                           | 116                               |
| 11                                | Rosja                             | 107                               | Grecja                            | 110                               |
| 12                                | Hiszpania                         | 106                               | Albania                           | 97                                |
| 13                                | Ukraina                           | 94                                | Portugalia                        | 69                                |
| 14                                | Belgia                            | 76                                | Bośnia i Hercegowina              | 65                                |
| 15                                | Islandia                          | 40                                | Rosja                             | 63                                |
| 16                                | Bośnia i Hercegowina              | 35                                | Irlandia                          | 62                                |
| 17                                | Albania                           | 35                                | Norwegia                          | 61                                |
| 18                                | Mołdawia                          | 28                                | Cypr                              | 57                                |
| 19                                | Izrael                            | 27                                | Islandia                          | 57                                |
| 20                                | Portugalia                        | 24                                | Hiszpania                         | 43                                |
| 21                                | Norwegia                          | 18                                | Serbia                            | 37                                |
| 22                                | Białoruś                          | 18                                | Francja                           | 34                                |
| 23                                | Cypr                              | 16                                | Mołdawia                          | 33                                |
| 24                                | Irlandia                          | 15                                | Białoruś                          | 22                                |
| 25                                | Wielka Brytania                   | 7                                 | Wielka Brytania                   | 18                                |

|                                                            |                      | Wyniki   | Wyniki | Wyniki | Wyniki  | Wyniki | Wyniki    | Wyniki | Wyniki               | Wyniki    | Wyniki   | Wyniki  | Wyniki | Wyniki     | Wyniki      | Wyniki | Wyniki   | Wyniki | Wyniki  | Wyniki    | Wyniki   | Wyniki   | Wyniki  | Wyniki | Wyniki | Wyniki   | Wyniki | Wyniki | Wyniki   | Wyniki     | Wyniki | Wyniki          | Wyniki   | Wyniki | Wyniki    | Wyniki   | Wyniki | Wyniki  | Wyniki  | Wyniki | Wyniki | Wyniki | Wyniki | Wyniki |
| Suma punktów                                               | Rumunia              | Irlandia | Niemcy | Serbia | Albania | Turcja | Chorwacja | Polska | Bośnia i Hercegowina | Finlandia | Słowenia | Estonia | Rosja  | Portugalia | Azerbejdżan | Grecja | Islandia | Dania  | Francja | Hiszpania | Słowacja | Bułgaria | Ukraina | Łotwa  | Malta  | Norwegia | Cypr   | Litwa  | Białoruś | Szwajcaria | Belgia | Wielka Brytania | Holandia | Izrael | Macedonia | Mołdawia | Gruzja | Szwecja | Armenia |        |        |        |        |        |
| ---------------------------------------------------------- | -------------------- | -------- | ------ | ------ | ------- | ------ | --------- | ------ | -------------------- | --------- | -------- | ------- | ------ | ---------- | ----------- | ------ | -------- | ------ | ------- | --------- | -------- | -------- | ------- | ------ | ------ | -------- | ------ | ------ | -------- | ---------- | ------ | --------------- | -------- | ------ | --------- | -------- | ------ | ------- | ------- | ------ | ------ | ------ | ------ | ------ |
| Uczestnicy konkursu                                        | Azerbejdżan          | 145      | –      | 3      | –       | –      | –         | 12     | –                    | 8         | 7        | –       | –      | –          | 8           | –      | N        | 1      | 4       | 2         | –        | 7        | –       | 12     | 12     | 2        | 12     | 7      | 10       | –          | 6      | 2               | 5        | –      | –         | 7        | 3      | 7       | 8       | –      | –      |        |        |        |
| Uczestnicy konkursu                                        | Hiszpania            | 68       | 2      | –      | –       | –      | 7         | –      | –                    | –         | 4        | –       | 5      | –          | 4           | 12     | –        | –      | –       | –         | –        | N        | –       | 2      | 4      | 5        | –      | –      | –        | 8          | –      | –               | 1        | –      | –         | 1        | –      | 4       | 2       | –      | 7      |        |        |        |
| Uczestnicy konkursu                                        | Norwegia             | 35       | –      | 2      | –       | –      | –         | –      | –                    | –         | –        | 3       | –      | 7          | –           | 3      | –        | –      | –       | 5         | –        | –        | –       | –      | –      | –        | 3      | N      | –        | –          | –      | –               | –        | –      | –         | –        | –      | –       | 6       | 4      | 2      |        |        |        |
| Uczestnicy konkursu                                        | Mołdawia             | 27       | 10     | –      | –       | –      | –         | –      | –                    | –         | –        | –       | –      | –          | –           | 6      | 6        | –      | –       | –         | –        | –        | –       | –      | –      | –        | –      | –      | –        | –          | 4      | –               | –        | –      | –         | –        | –      | N       | 1       | –      | –      |        |        |        |
| Uczestnicy konkursu                                        | Cypr                 | 27       | –      | –      | –       | –      | –         | –      | 4                    | –         | –        | –       | –      | –          | –           | –      | –        | 12     | –       | 1         | –        | –        | 2       | 4      | –      | –        | –      | –      | N        | 1          | –      | –               | –        | –      | –         | –        | –      | –       | –       | 3      | –      |        |        |        |
| Uczestnicy konkursu                                        | Bośnia i Hercegowina | 51       | –      | –      | –       | 12     | 6         | 8      | 10                   | –         | N        | –       | –      | –          | –           | –      | –        | –      | –       | –         | 5        | –        | 4       | –      | –      | –        | –      | –      | –        | –          | –      | –               | –        | –      | –         | –        | 6      | –       | –       | –      | –      |        |        |        |
| Uczestnicy konkursu                                        | Belgia               | 143      | 4      | 10     | 12      | 5      | –         | –      | –                    | 10        | –        | 6       | –      | 3          | 5           | 5      | –        | 6      | 10      | 10        | 7        | –        | 10      | –      | 1      | 4        | 10     | 3      | –        | 7          | –      | 7               | N        | –      | 6         | –        | –      | –       | –       | 2      | –      |        |        |        |
| Uczestnicy konkursu                                        | Serbia               | 72       | –      | –      | 5       | N      | –         | 3      | 8                    | –         | 12       | –       | 8      | –          | –           | –      | –        | –      | –       | –         | 10       | –        | –       | –      | –      | –        | –      | –      | –        | 1          | –      | –               | 10       | –      | 1         | –        | 7      | –       | –       | 7      | –      |        |        |        |
| Uczestnicy konkursu                                        | Białoruś             | 18       | –      | –      | –       | –      | –         | –      | –                    | –         | –        | –       | –      | –          | 2           | –      | –        | –      | –       | –         | –        | –        | –       | 1      | –      | –        | –      | –      | –        | –          | N      | –               | –        | –      | –         | –        | –      | 3       | 12      | –      | –      |        |        |        |
| Uczestnicy konkursu                                        | Irlandia             | 25       | –      | N      | 2       | –      | –         | –      | 1                    | –         | –        | 1       | –      | 2          | –           | –      | –        | –      | –       | –         | –        | –        | –       | –      | –      | –        | –      | –      | –        | –          | –      | 6               | –        | 7      | –         | 6        | –      | –       | –       | –      | –      |        |        |        |
| Uczestnicy konkursu                                        | Grecja               | 140      | 7      | –      | 8       | 10     | 12        | 3      | –                    | 1         | 6        | 7       | –      | –          | –           | 8      | –        | N      | 8       | –         | 4        | 5        | 5       | 5      | –      | –        | 7      | –      | 12       | –          | –      | –               | 12       | 12     | 3         | –        | –      | 2       | –       | –      | 3      |        |        |        |
| Uczestnicy konkursu                                        | Wielka Brytania      | 10       | –      | 4      | –       | –      | 1         | –      | –                    | –         | –        | –       | –      | –          | –           | –      | 2        | –      | –       | –         | –        | –        | –       | –      | –      | –        | –      | –      | –        | –          | –      | –               | –        | N      | –         | –        | –      | –       | 3       | –      | –      |        |        |        |
| Uczestnicy konkursu                                        | Gruzja               | 136      | –      | 5      | –       | –      | –         | 5      | 7                    | 4         | 4        | –       | 1      | 8          | 10          | –      | 8        | 5      | 2       | –         | –        | 1        | –       | 6      | 7      | –        | –      | 1      | 5        | 12         | 7      | 1               | 4        | –      | –         | 5        | 5      | 5       | N       | 6      | 12     |        |        |        |
| Uczestnicy konkursu                                        | Turcja               | 170      | 8      | 1      | 10      | 3      | 8         | N      | 12                   | –         | 10       | 3       | 2      | 6          | –           | –      | 12       | –      | –       | 6         | 12       | 3        | –       | 10     | 8      | –        | –      | 2      | –        | 4          | 3      | 3               | 6        | 10     | 8         | –        | 10     | –       | 5       | 5      | –      |        |        |        |
| Uczestnicy konkursu                                        | Albania              | 62       | 1      | –      | 1       | –      | N         | 7      | 5                    | 2         | 5        | –       | –      | –          | –           | –      | –        | 10     | 7       | –         | –        | –        | –       | –      | –      | –        | –      | –      | –        | –          | –      | 8               | 3        | 1      | –         | –        | 12     | –       | –       | –      | –      |        |        |        |
| Uczestnicy konkursu                                        | Islandia             | 41       | –      | –      | 4       | –      | –         | –      | –                    | –         | –        | 5       | –      | 4          | –           | –      | –        | 3      | N       | 3         | –        | –        | –       | –      | –      | –        | 6      | 6      | –        | –          | 2      | –               | 8        | –      | –         | –        | –      | –       | –       | –      | –      |        |        |        |
| Uczestnicy konkursu                                        | Ukraina              | 108      | 5      | –      | –       | 7      | –         | 1      | –                    | 3         | –        | –       | –      | –          | 7           | –      | 10       | –      | –       | –         | 2        | –        | –       | 7      | N      | 7        | –      | –      | 6        | 6          | 10     | –               | –        | 5      | 7         | 2        | –      | 8       | 7       | –      | 8      |        |        |        |
| Uczestnicy konkursu                                        | Francja              | 82       | –      | 6      | 3       | 4      | –         | –      | 3                    | –         | 3        | 8       | 3      | 1          | –           | 7      | –        | 8      | 6       | 7         | N        | 2        | –       | –      | –      | –        | 2      | 4      | 3        | –          | –      | –               | –        | 2      | –         | 3        | 1      | –       | –       | –      | 6      |        |        |        |
| Uczestnicy konkursu                                        | Rumunia              | 162      | N      | 7      | –       | 6      | 5         | 2      | –                    | 6         | 2        | –       | 7      | –          | 3           | 10     | 7        | 4      | 5       | 8         | –        | 10       | 1       | –      | 2      | 3        | 5      | 10     | 8        | 2          | 1      | 4               | –        | 8      | 5         | 8        | –      | 12      | –       | 10     | 1      |        |        |        |
| Uczestnicy konkursu                                        | Rosja                | 90       | –      | –      | –       | –      | –         | 4      | –                    | –         | –        | –       | –      | 10         | N           | 2      | 3        | –      | –       | –         | –        | –        | 6       | –      | 10     | 8        | –      | –      | –        | 5          | 12     | –               | –        | –      | –         | 10       | –      | 10      | –       | –      | 10     |        |        |        |
| Uczestnicy konkursu                                        | Armenia              | 141      | 6      | –      | 7       | 1      | –         | 6      | –                    | 5         | –        | –       | –      | –          | 12          | –      | –        | 7      | –       | –         | 6        | 8        | 3       | 8      | 6      | 1        | –      | –      | 7        | –          | 5      | –               | 7        | –      | 12        | 12       | 4      | 6       | 10      | 1      | N      |        |        |        |
| Uczestnicy konkursu                                        | Niemcy               | 246      | 3      | 8      | N       | 8      | 10        | 10     | 6                    | 7         | 8        | 12      | 10     | 12         | 6           | 1      | 1        | 2      | 3       | 12        | 3        | 12       | 12      | 3      | 5      | 12       | 4      | 12     | 4        | 10         | –      | 12              | 10       | 4      | 4         | –        | 8      | –       | –       | 12     | –      |        |        |        |
| Uczestnicy konkursu                                        | Portugalia           | 43       | –      | –      | 6       | 2      | –         | –      | –                    | –         | –        | –       | –      | –          | –           | N      | –        | –      | 1       | 4         | 8        | 6        | –       | –      | –      | 6        | 1      | –      | –        | –          | –      | 5               | –        | –      | –         | –        | –      | –       | –       | –      | 4      |        |        |        |
| Uczestnicy konkursu                                        | Izrael               | 71       | –      | –      | –       | –      | 4         | –      | –                    | –         | 1        | 10      | 6      | –          | –           | –      | 5        | –      | –       | –         | 1        | –        | 8       | –      | 3      | –        | –      | 5      | 2        | –          | 8      | –               | –        | 3      | 10        | N        | –      | 1       | 4       | –      | –      |        |        |        |
| Uczestnicy konkursu                                        | Dania                | 149      | 12     | 12     | –       | –      | 2         | –      | 2                    | 12        | –        | 2       | 12     | 5          | 1           | 4      | 4        | –      | 12      | N         | –        | 4        | 7       | –      | –      | 10       | 8      | 8      | –        | 3          | –      | –               | 2        | 6      | 2         | 4        | 2      | –       | –       | 8      | 5      |        |        |        |
| Kraje w tabeli są uporządkowane w kolejności występowania. |                      |          |        |        |         |        |           |        |                      |           |          |         |        |            |             |        |          |        |         |           |          |          |         |        |        |          |        |        |          |            |        |                 |          |        |           |          |        |         |         |        |        |        |        |        |

## Pozostałe nagrody

### Nagrody im. Marcela Bezençona

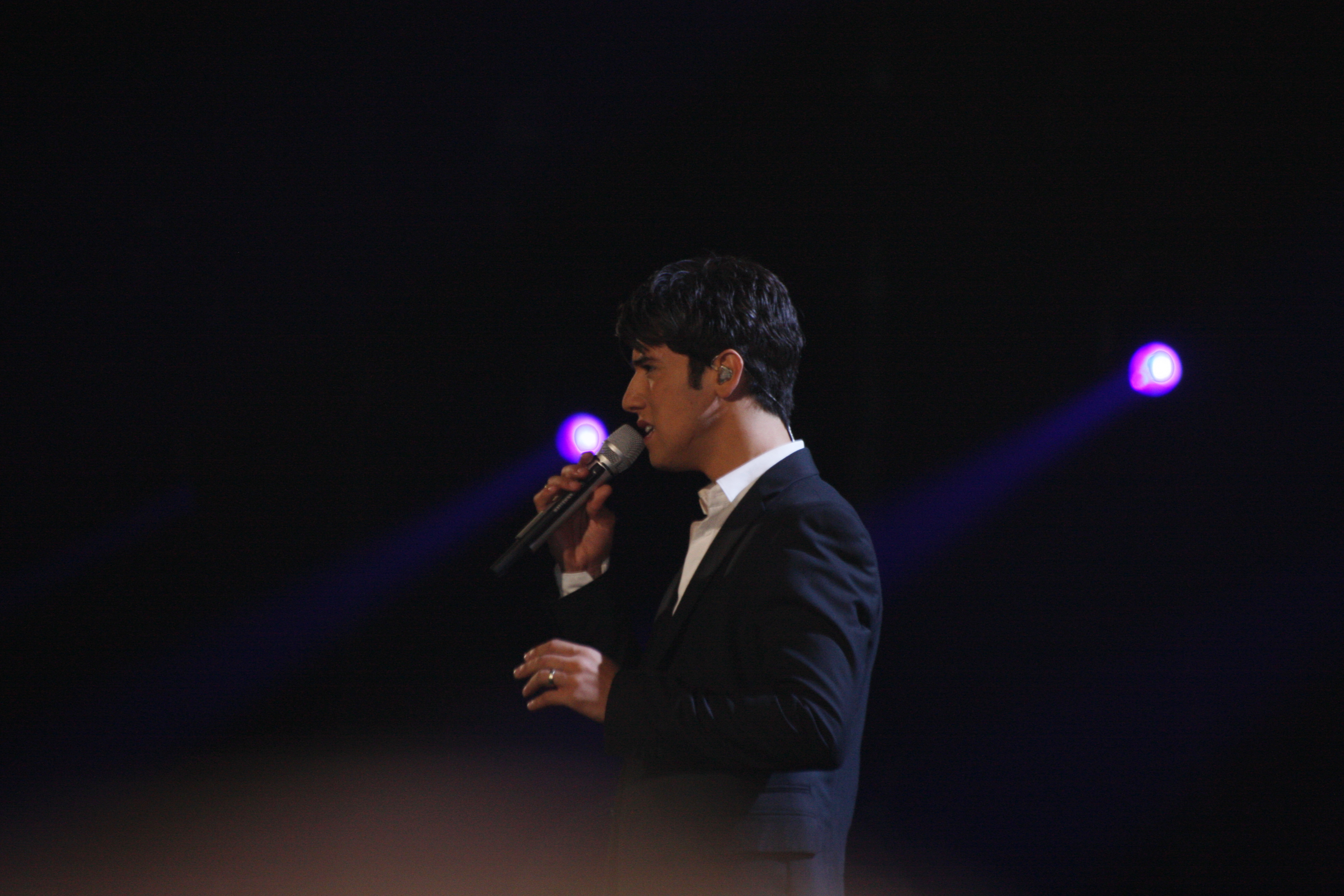
Harel Ska’at – zdobywca wszystkich trzech Nagród im. Marcela Bezençona za utwór „Milim”

W 2010 roku po raz kolejny postanowiono przyznać tzw. Nagrody im. Marcela Bezençona, czyli wyróżnienia przyznawane od 2002 roku dla najlepszych piosenek biorących udział w koncercie finałowym, sygnowane nazwiskiem twórcy konkursu – Marcela Bezençona. Pomysłodawcami statuetek zostali: szef szwedzkiej delegacji konkursowej Christer Björkman oraz członek zespołu Herreys – Richard Herrey.
W 2010 roku wszystkie trzy statuetki (tj. Nagrodę Dziennikarzy, Nagrodę Artystyczną i Nagrodę Fanów) otrzymał reprezentant Izraela Harel Ska’at za utwór „Milim”.

### Faworyt OGAE
Stowarzyszenie Miłośników Konkursu Piosenki Eurowizji (OGAE) to pozarządowa, pozapolityczna organizacja non profit zrzeszająca 37 krajowych fanklubów Konkursu Piosenki Eurowizji, założona przez Jari-Pekka Koikkalainena w 1984 roku w fińskim Savonlinna. Pozostałe państwa na świecie są zjednoczone w oddział OGAE Reszta Świata, które powstało w 2004 roku.
Od 2007 roku corocznie, przed każdym Konkursem Piosenki Eurowizji, większość oddziałów przeprowadza głosowanie, w którym głosuje na wszystkie piosenki zgłoszone do danego konkursu (z wyłączeniem propozycji krajowej), przy użyciu tzw. systemu eurowizyjnego (tj. 1-8, 10 i 12 punktów dla 10 ulubionych utworów).

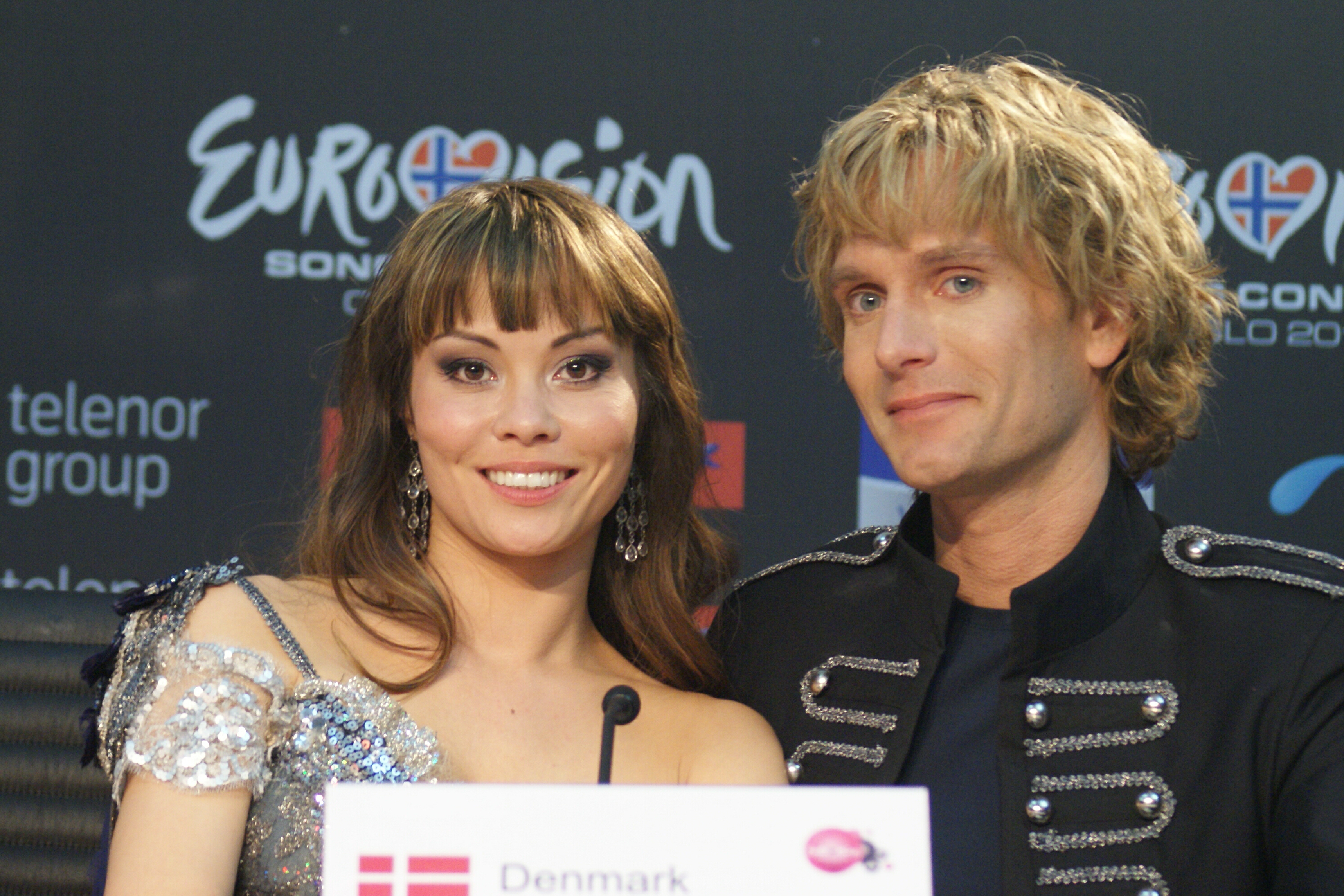
Christina Chanée i Thomas N’evergreen, faworyci OGAE do wygrania konkursu w 2010 roku

W 2010 roku pięcioma głównymi faworytami klubów do zwycięstwa byli:
| Lp. | Kraj     | Piosenka                | Wykonawca                            | Autor(zy)                                  | Punkty OGAE |
| --- | -------- | ----------------------- | ------------------------------------ | ------------------------------------------ | ----------- |
| 1   | Dania    | „In a Moment Like This” | Christina Chanée i Tomas N’evergreen | Thomas G:son Henrik Sethsson Erik Bernholm | 220         |
| 2   | Izrael   | „Milim”                 | Harel Ska’at                         | Tomer Adaddi Noam Horev                    | 177         |
| 3   | Niemcy   | „Satellite”             | Lena                                 | Julie Frost John Gordon                    | 172         |
| 4   | Norwegia | „My Heart Is Yours”     | Didrik Solli-Tangen                  | Hanne Sørvaag Fredrik Kempe                | 146         |
| 5   | Islandia | „Je ne sais quoi”       | Hera Björk                           | Örlygur Smári Hera Björk                   | 130         |

### Nagroda im. Barbary Dex
W 2010 roku po raz kolejny przyznana została Nagroda im. Barbary Dex, nieoficjalny tytuł przyznawany corocznie przez fanów konkursu za pośrednictwem holenderskiej strony House of Eurovision (eurovisionhouse.nl) najgorzej ubranemu artyście w Konkursie Piosenki Eurowizji w danym roku Największą liczbę 138 głosów otrzymał reprezentant Serbii Milan Stanković z Serbii, który ubrany był w niebieską marynarkę w stylu cyrkowym z mnóstwem brokatu na prawym ramieniu, założoną na prezentację finałową. 28 punktów mniej zdobyli mołdawscy reprezentanci SunStroke Project i Olia Tira, na trzecim miejscu uplasował się Piotr Nalicz z Rosji z dorobkiem 109 punktów.